# جزیره دکتر مورو
جزیره دکتر مورو نام یک رمان علمی-تخیلی نوشته نویسنده بریتانیایی اچ. جی. ولز است. این رمان، داستان زندگی مردی به نام ادوارد پرندیک را بازگو می‌کند؛ مردی که از یک کشتی غرق شده توسط یک قایق نجات یافته و خود را در جزیره خانگی دکتر مورو می‌یابد. دکتر مورو در این جزیره از زنده شکافی جانوران موجوداتی نیمه‌انسان و نیمه‌حیوان می‌آفریند.
این کتاب به موضوعاتی فلسفی از قبیل: درد، ستم، مسؤولیت اخلاقی، هویت انسان و تقابل انسان با طبیعت می‌پردازد.
جزیره دکتر مورو یکی از نمونه‌های اولیه رمان‌های علمی تخیلی است و از بهترین آثار نویسنده شمارده می‌شود. از روی این کتاب تاکنون اقتباس‌های زیادی در رسانه‌ها شده است. 

## شخصیت‌ها
- ادوارد پرندیک _ گوینده و شخصیت اصلی
- دکتر مورو _ یک پزشک و زنده شکاف که پس از لو رفتن کارش مجبور به فرار به جزیره‌ای دورافتاده شده تا بتواند آزمایش‌هایش را کامل کند.
- مونتگومری _ دستیار دکتر مورو و کسی که پرندیک را از غرق شدن نجات داد، یک پزشک خوشگذران و معتاد به الکل که با جانور خلق شده توسط دکتر مورو احساس همدردی می‌کند.
- ام لینگ _ نوکر مونتگومری که کار نظافت و آشپزی را انجام می‌دهد.
- کفتار-خوک _ یک دورگه از کفتار و خوک که دشمن پرندیک است و در نهایت توسط پرندیک کشته می‌شود.
- مرد سگ نما
- مرد پلنگ نما[۳]